# Tumbulushal
Tumbulushal es una localidad del municipio de Centro ubicado en la subregión centro del estado mexicano de Tabasco.

## Geografía
La localidad de Tumbulushal se sitúa en las coordenadas geográficas 17°49′49″N 92°55′45″O / 17.830278, -92.929167, a una elevación de 11 metros sobre el nivel del mar.

## Demografía
Según el Conteo de Población y Vivienda 2020, efectuado por el Instituto Nacional de Estadística y Geografía, la localidad de Tumbulushal tiene 1,326 habitantes, de los cuales 657 son del sexo masculino y 669 del sexo femenino. Su tasa de fecundidad es de 2.33 hijos por mujer y tiene 359 viviendas particulares habitadas.
| Gráfica de evolución demográfica de Tumbulushal entre 1950 y 2020 |
|                                                                   |
| INEGI.                                                            |